# Tásos Avlonítis
Anastásios Avlonítis (grec moderne : Αναστάσιος Αυλωνίτης), dit Tásos Avlonítis (Τάσος Αυλωνίτης), est un footballeur grec, né le 1er janvier 1990 à Chalcis en Grèce.
Il évolue actuellement au poste de défenseur central au Ascoli Calcio.

## Biographie
Il débute dans le club de sa ville natale, Chalkineo Evias, avant de rejoindre l’Aigáleo FC en 2007. Il est prêté lors de la saison 2008-2009 à l’Ilisiakos FC. Il fait ses débuts avec l’équipe de Grèce des moins de 19 ans de football le 23 mai 2009 lors d’un match face à la Turquie qui se conclut par une défaite deux buts à un. Il quitte l’Aigáleo FC à la fin de la saison 2010 pour rejoindre l’AO Kavala. À la suite du scandale du Koriopolis (en), il rompt son contrat et rejoint le Paniónios GSS. Il y reste trois saisons.
Son transfert à l’Olympiakos est annoncé par le club en juillet 2014. Le 26 octobre 2014, il marque l’unique but du derby opposant l'Olympiakos au Panathinaïkos de la tête sur une passe de l’Argentin Alejandro Domínguez. Il marque un second but en Superleague Elláda face au Panthrakikos Football Club lors d’une victoire cinq buts à un.

## Palmarès
- Championnat de Grèce : 2015
- Coupe de Grèce : 2015